# Puente de barcas

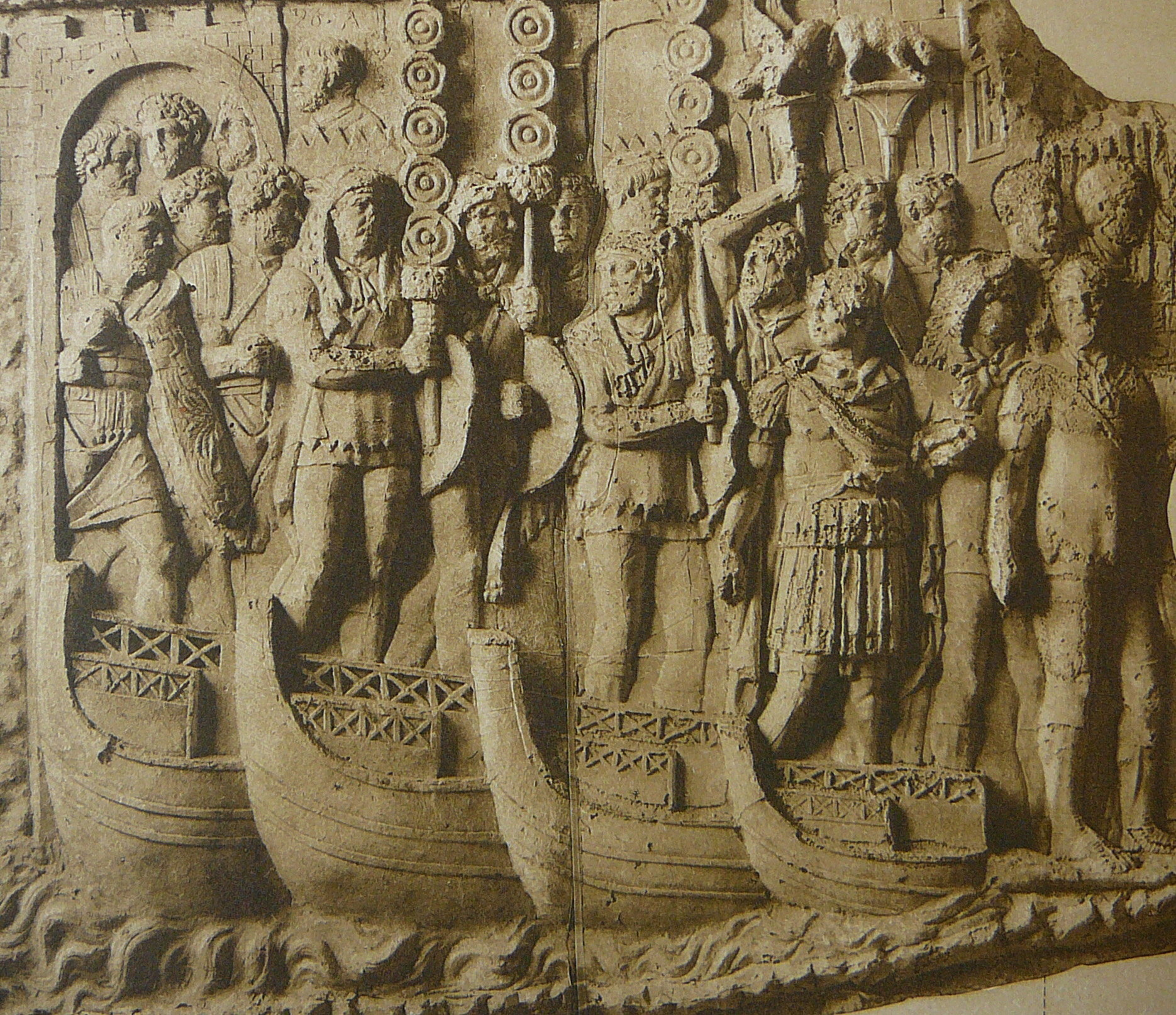
Un bajorrelieve representando un puente de barcas de la Antigua Roma por Cichorius

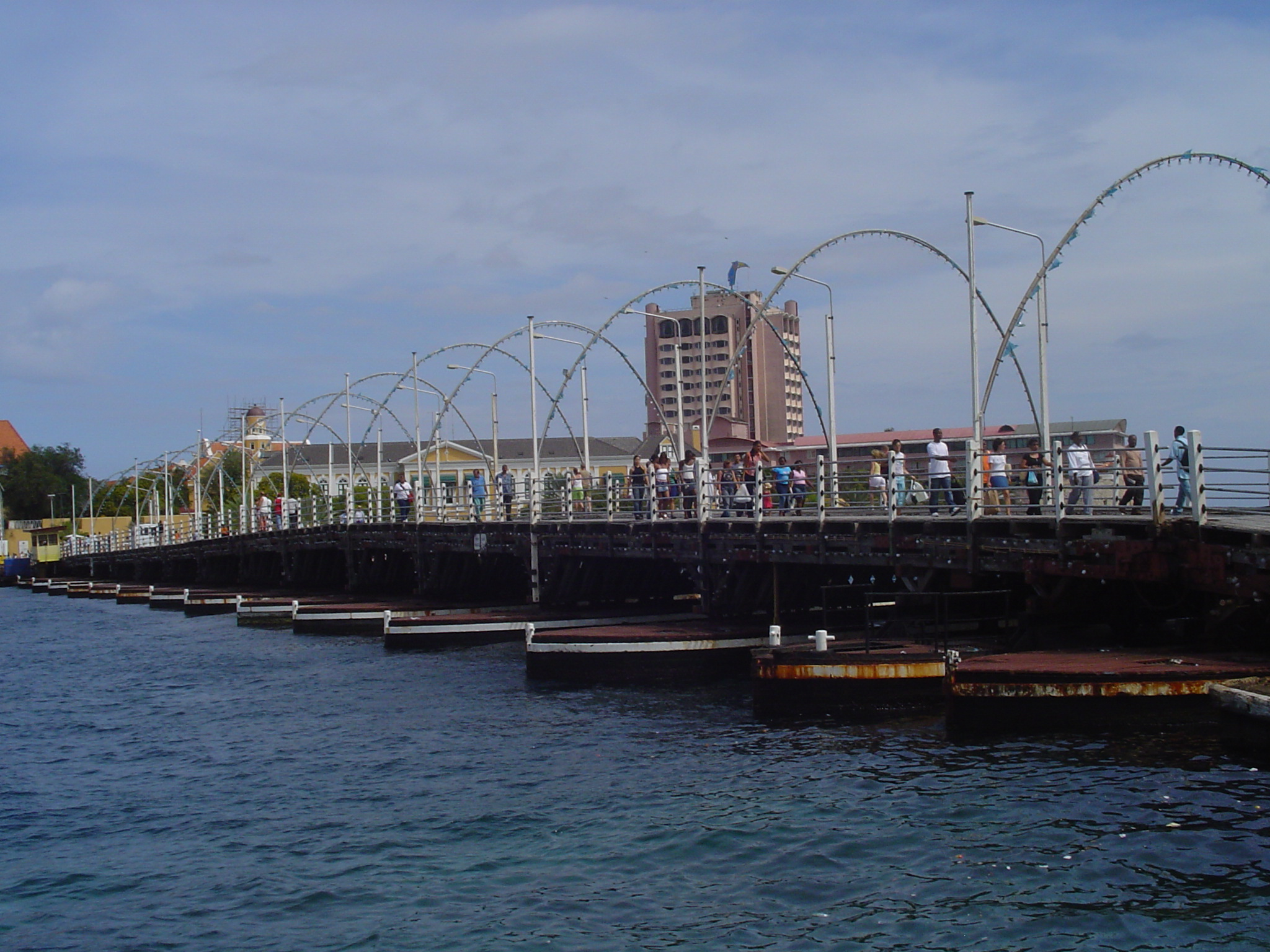
Puente Reina Ema, un puente de pontones en Willemstad (Curaçao, Países Bajos.)

Un puente de barcas es una infraestructura de madera que consiste en una serie de embarcaciones colocadas en hilera con una serie de paneles en su parte superior para permitir el tránsito de personas o vehículos de una orilla a otra de un río o bahía. En los siglos XIX y XX los puentes flotantes o puentes de pontones empezaron a fabricarse de otros materiales, como hierro, acero u hormigón ligero.

## Historia
El puente de barcas se configura como un puente flotante, capaz de adaptarse a las subidas y bajadas de la marea, con la desventaja de que no permite el paso por su parte inferior de embarcaciones. Es una alternativa más barata que los puentes de piedra o hierro para determinados casos, aunque al ser de madera exigen un mantenimiento periódico.
Fueron muy frecuentes en la bahía de Cádiz, en España, donde llegó a haber al menos tres puentes de barcas. El más conocido es el puente de barcas de Sevilla, que aparece en muchas representaciones artísticas del Siglo de Oro sobre la ciudad. Aunque en España fueron completamente sustituidos por infraestructuras permanentes, todavía son usados en algunos lugares, como el caso del puente de barcas sobre el río Ródano, en Suiza.

### Evolución del puente flotante

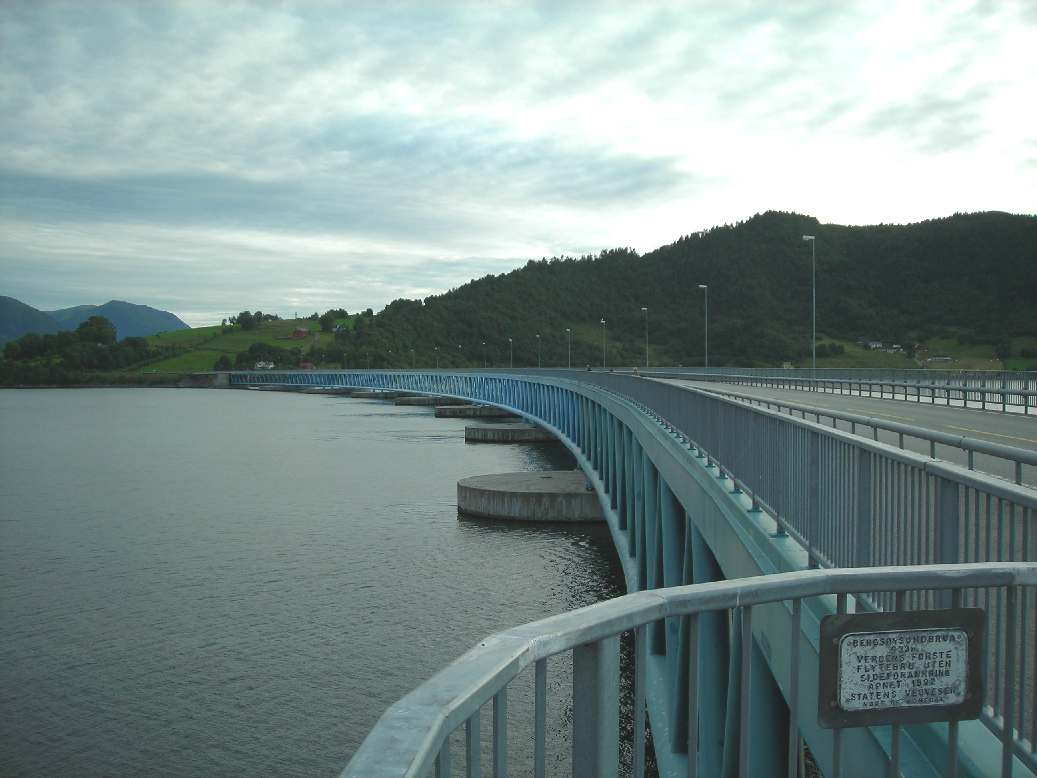
Puente flotante con pontones de hormigón en Bergsoysund, Noruega

En el siglo XIX los nuevos puentes flotantes dejaron de ser de embarcaciones de madera y empezaron a construirse con cuerpos flotantes de hierro o acero. Los cuerpos que sostienen el puente, pontones, se empezaron a hacer de hormigón ligero en el siglo XX.